# 西北見站

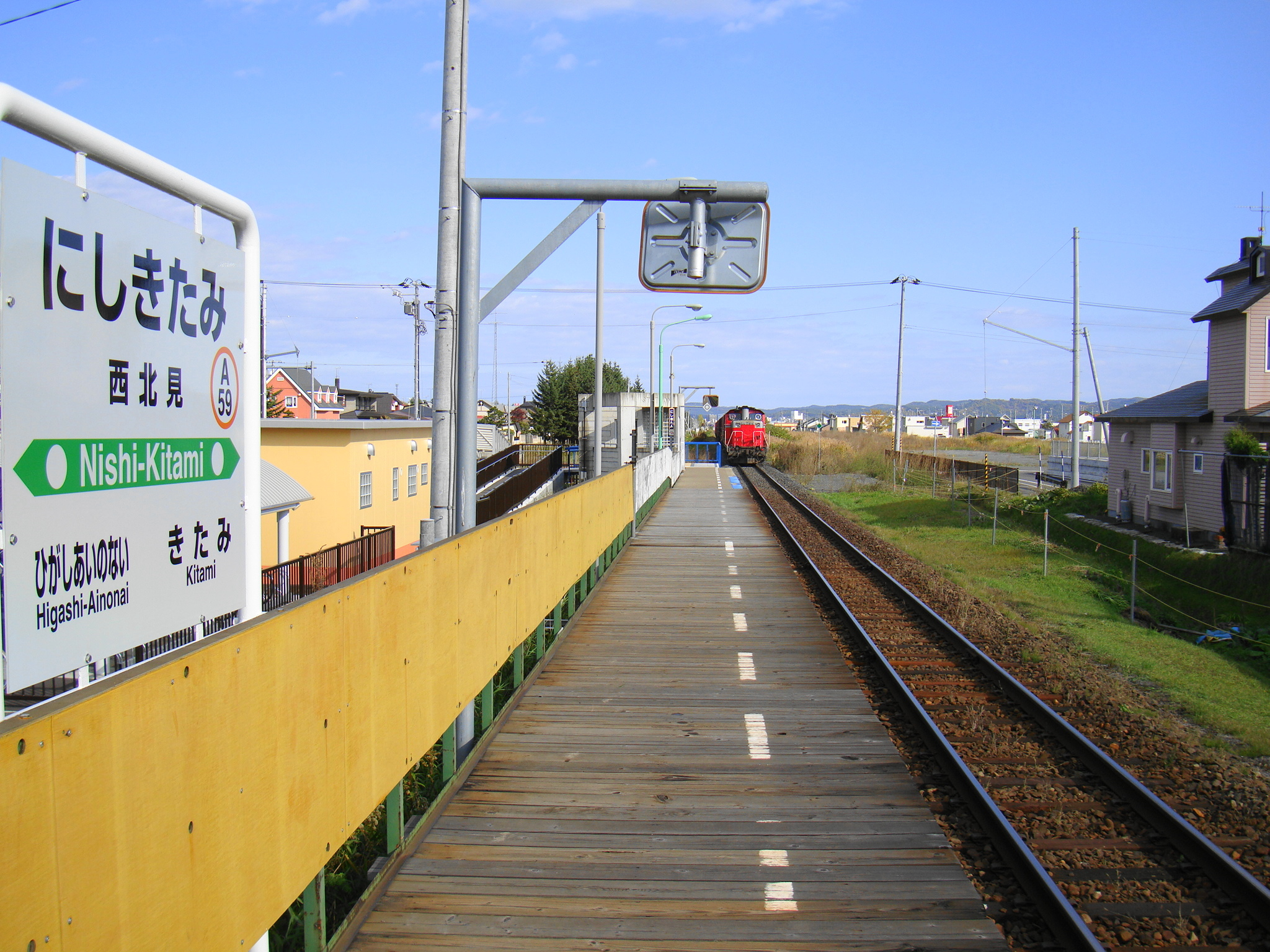
月台

西北見站（日语：／ Nishi-kitami eki */?）位於北海道北見市綠町，是北海道旅客鐵道（JR北海道）石北本線上的站。

## 車站構造
岸式月台1面1線的地面站。 無人車站，由北見站管理。大多數停靠的列車為一人控制，但遇通勤尖峰時段列車偶有3 - 4節車廂，停靠時會開放全部車門。北見當地名產為洋蔥，故將候車室塑造成洋蔥造形。

## 車站周邊
位於北見市的衛星城鎮，附近為住宅區。
- 北海道道943號北見環狀線（西8號線、大正通）
- 北見綠町郵局
- 北海道北見綠陵高級中學
- 卸賣團地
  - 北見卸町簡易郵局
  - 北見信用金庫 卸町支店
  - 日本郵便 北見總支店
- 北見駕駛執照考驗場
- 北海道北見巴士「西北見」停留站
- 北見若葉電視台中繼站

站前的北海道道943號於2008年完成地下立體交叉，若要到達此站必須繞道其他道路。

## 历史
- 1986年（昭和61年）11月1日 - 設立西北見臨時站。僅辦理旅客業務。
- 1987年（昭和62年）4月1日 - 國鐵分割民營化後成為北海道旅客鐵道（JR北海道）轄下的車站。並升級為一般站。

## 相鄰車站
北海道旅客鐵道（JR北海道）
■石北本線
特別快速「北見」、普通
東相內（A58）－西北見（A59）－北見（A60）

## 相關項目
- 日本鐵路車站列表

## 外部連結
- （日語）JR北海道 – 西北見車站（页面存档备份，存于）
- （日語）全驛參觀之旅 （页面存档备份，存于）